# Luigi Calamatta

Luigi Calamatta (1828), Zeichnung von David Joseph Desvachez

Luigi Calamatta (* 21. Juni 1801 zu Civitavecchia, Italien; † 8. März 1869 in Mailand) war ein italienischer Kupferstecher, Zeichner und Ritter der Ehrenlegion.

## Leben
Luigi Calamatta besuchte seit 1822 die Pariser Kupferstecherschule.
Seine Kupferstiche gaben zuerst die Werke zeitgenössischer Meister wieder, wie etwa von Jean-Auguste-Dominique Ingres (Gelübde Ludwigs XIII.), Ary Scheffer (Francesca da Rimini), daneben verschiedene Porträts, worunter das Blatt nach der Totenmaske Napoléon Bonapartes am bekanntesten ist.
Später wandte er sich auch älteren italienischen Meistern zu und veröffentlichte zum Beispiel die Vision des Hesekiel, die Madonna della Sedia und da Foligno nach Raffael, die Mona Lisa (1837) nach Leonardo da Vinci, die Beatrice Cenci (1857) nach Giulio Romano.
1837 wurde Calamatta zum Professor der Kupferstecherschule in Brüssel ernannt und erhielt das Kreuz der Ehrenlegion. 1851 gab er eine Sammlung der berühmten Männer Belgiens in Stichen heraus, daneben noch andere Blätter nach belgischen Meistern (wie Jean Baptiste Madou und Alfred Stevens). Die Académie royale des Sciences, des Lettres et des Beaux-Arts de Belgique nahm ihn 1847 als assoziiertes Mitglied auf.
Nach der Errichtung des Königreichs Italien wurde er 1861 als Professor der Kupferstecherschule an die Accademia di Belle Arti di Brera in Mailand berufen.
Luigi Calamatta war ein wirklichkeitsgetreuer Zeichner und verstand die farbige Wirkung der Originale vortrefflich wiederzugeben.